# Haukkasaari (ö i Finland, Södra Savolax, Nyslott, lat 61,72, long 28,65)
Haukkasaari är en ö i Finland. Den ligger i sjön Pihlajavesi och i kommunen Nyslott i  landskapet Södra Savolax, i den sydöstra delen av landet, 260 km nordost om huvudstaden Helsingfors. Öns area är 38 hektar och dess största längd är 0,9 kilometer i öst-västlig riktning.